# Podul Van Praet
Podul Van Praet (în franceză Pont Van Praet, în neerlandeză Van Praetbrug) este un dublu pod pe grinzi peste canalul Bruxelles-Escaut și drumul național N201 în orașul Bruxelles. Podul este denumit după Bulevardul Jules Van Praet care îl traversează, acesta purtând la rândul lui numele omului politic belgian Jules Van Praet.
Pe amplasamentul respectiv a existat anterior un alt pod, care a fost grav avariat la începutul celui de-Al Doilea Război Mondial. În 1954 a început construcția unui nou pod rutier, care a fost inaugurat în 1957. Acesta este alcătuit din două structuri de oțel identice, fiecare cu deschiderea de 41,40 m. Lungimea totală a podului este de 83 m, iar lățimea de 30,55 m. Podul rutier face de parte din R21, cale de circulație denumită și „inelul central al Bruxelles-ului”.
Podul pentru tramvai a fost construit în 1978 și este alcătuit din 11 deschideri din beton, de diferite lungimi, deschiderea principală peste canal fiind de 42 m. Podul pentru tramvai are o lungime totală de 126 m și o lățime de 8,7 m. Podul pentru tramvai este mai lung decât cel rutier deoarece a trebuit prelungit printr-un viaduct, în timp ce podul rutier este așezat pe un dig.
O mare parte a traseului liniei 7 de tramvai parcurge R21 și traversează podul Van Praet. Traseul liniei 3 este paralel cu canalul Bruxelles-Escaut și perpendicular pe pod, în lungul străzii Quai des Usines / Werkhuizenkaai ( N201 ), iar tramvaiele acestei linii urcă apoi pe o lungă rampă și se conectează în ambele direcții la șinele care traversează podul Van Praet.
Podul Van Praet are o înălțime de liberă trecere de 5,9 m.
Din punct de vedere al traficului, podul Van Praet era în 2016 cel mai aglomerat dintre cele peste 20 de poduri din Bruxelles care traversează succesiunea de canale dintre Charleroi și Escaut.